# Joseph F. Ada
Joseph F. Ada, né le 3 décembre 1943 à Tamuning, est un homme politique américain. Membre du Parti républicain, il le 5e gouverneur de Guam du 5 janvier 1987 au 1er janvier 1995.

## Biographie
Ada est née à Tamuning, Guam, de José "Ping" Torres Ada (1915-1984) et de Regina San Nicolas Herrero (1921-2009). Son grand-père, Josef Martinez Ada, était propriétaire de l'usine de savon Ada à Anigua du début des années 1930 jusqu'à sa mort en 1955. Joseph F. Ada a fréquenté le Collège de Guam pendant deux ans avant d'entrer à l'Université de Portland, où il a obtenu une licence en finance d'entreprise en 1968.
Il a été lieutenant-gouverneur de 1979 à 1982, puis a été élu gouverneur en 1987.
Ada est mariée à Rosanna Santos et a trois enfants, Eric Ada, Tricia Yoo et Ester Dela Paz, et a cinq petits-enfants.